# Akademia Pedagogiki Specjalnej im. Marii Grzegorzewskiej w Warszawie

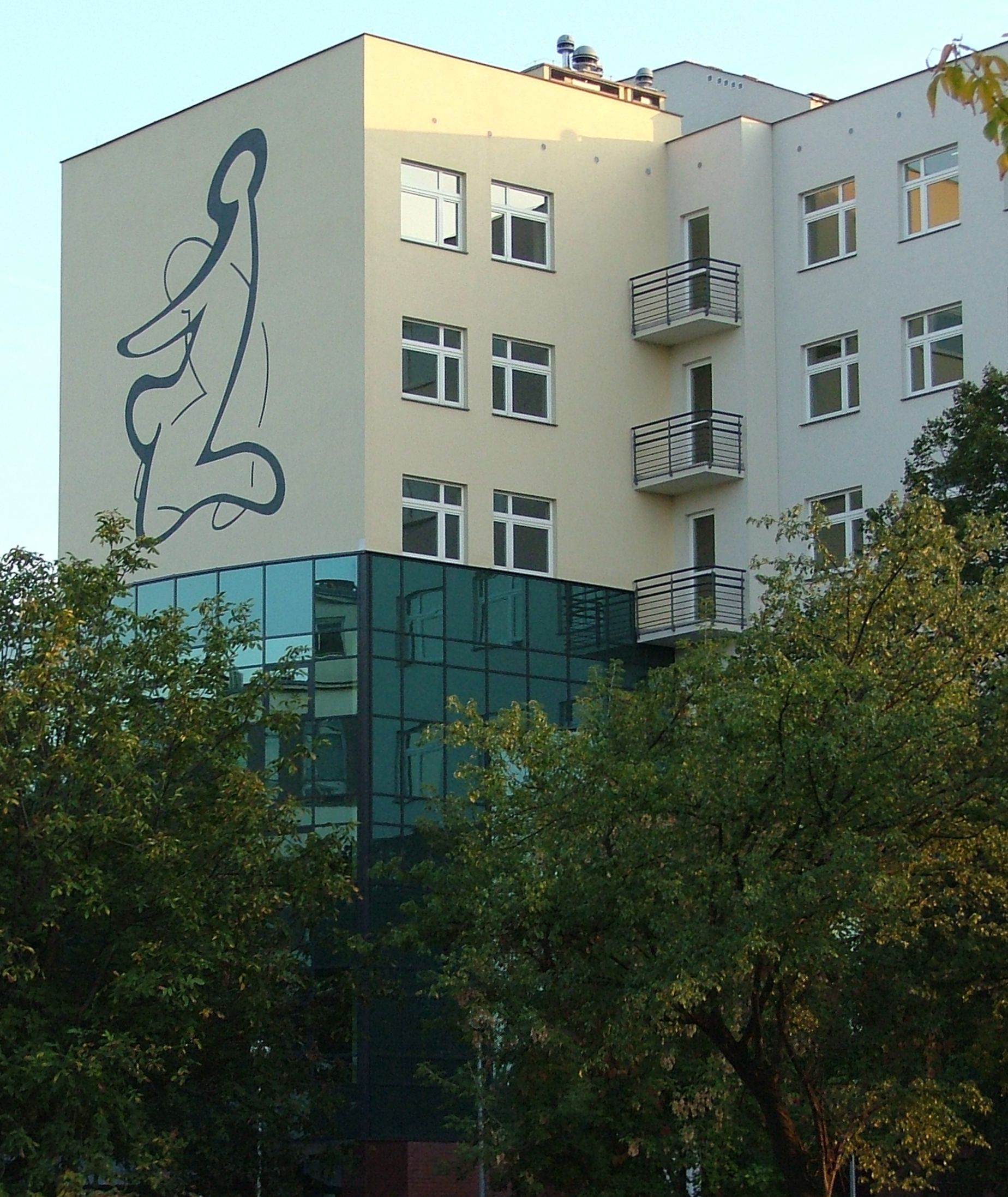
Logo APS w Warszawie

Akademia Pedagogiki Specjalnej im. Marii Grzegorzewskiej (APS) – publiczna uczelnia pedagogiczna w Warszawie, będąca najstarszą tego typu szkołą w Polsce. Założycielką i patronką uczelni jest Maria Grzegorzewska. Głównym celem uczelni było wówczas przygotowanie kadr pedagogicznych do pracy z osobami z niepełnosprawnością, wymagającymi specjalnej opieki i pomocy. Obecnie zakres ten znacznie poszerzono i uczelnia kształci w specjalnościach na kierunkach: pedagogika specjalna oraz pedagogika, psychologia, socjologia, edukacja artystyczna oraz na innych z zakresu nauk społecznych. Z działalnością edukacyjną APS związana jest aktywność naukowa oraz popularyzacja wiedzy z zakresu szeroko rozumianej pedagogiki specjalnej, pedagogiki, psychologii, socjologii, nauk o sztuce oraz nauk pokrewnych i wspomagających.

## Historia
W 1922 decyzją Ministerstwa Wyznań Religijnych i Oświecenia Publicznego z połączenia Państwowego Instytutu Fonetycznego i Państwowego Seminarium Pedagogiki Specjalnej powstał Państwowy Instytut Pedagogiki Specjalnej (PIPS). Dyrektorem Instytutu została Maria Grzegorzewska.
W 1970 PIPS otrzymał status wyższej szkoły zawodowej, a w 1976 został przekształcony w Wyższą Szkołę Pedagogiki Specjalnej (WSPS) im. Marii Grzegorzewskiej.
W czerwcu 2000 uczelni nadano nazwę Akademia Pedagogiki Specjalnej im. Marii Grzegorzewskiej.
W 2015 otrzymała Odznakę Honorową Primus in Agendo.

## Kształcenie
Uczelnia daje możliwość podjęcia studiów na dwunastu kierunkach pierwszego i drugiego stopnia oraz jednolitych studiach magisterskich.
- Edukacja artystyczna w zakresie sztuk plastycznych – studia I i II stopnia
- Fizjoterapia – jednolite studia magisterskie
- Logopedia – studia I stopnia
- Pedagogika – studia I i II stopnia
- Pedagogika opiekuńczo-wychowawcza i szkolna – studia I i II stopnia
- Pedagogika resocjalizacyjna – studia I stopnia
- Pedagogika zdolności i informatyki – studia I stopnia
- Pedagogika specjalna – jednolite studia magisterskie
- Pedagogika przedszkolna i wczesnoszkolna – jednolite studia magisterskie
- Praca socjalna – studia I stopnia
- Psychologia – jednolite studia magisterskie
- Socjologia – studia I i II stopnia

## Dyrektorzy i rektorzy[3]
- Dyrektorzy Państwowego Instytutu Pedagogiki Specjalnej (PIPS)
  - 1922–1967 – prof. dr Maria Grzegorzewska
  - 1967–1970 – doc. dr Otton Lipkowski
  - 1970–1976 – doc. dr Szczepan Larecki
- Rektorzy Wyższej Szkoły Pedagogiki Specjalnej:
  - 1976–1981 – doc. dr Szczepan Larecki
  - 1981–1982 – doc. dr hab. Włodzisław Sanocki
  - 1982–1984 – prof. dr hab. Czesław Matusewicz
  - 1984–1990 – prof. dr hab. Karol Poznański
  - 1991–1994 – prof. dr hab. Adam Frączek
  - 1994–1999 – prof. dr hab. Kazimierz Pospiszyl
  - 1999–2000 – prof. dr hab. Karol Poznański
- Rektorzy Akademii Pedagogiki Specjalnej:
  - 2000–2002 – prof. dr hab. Karol Poznański
  - 2002–2008 – prof. dr hab. Adam Frączek
  - 2008–2016 – dr hab. Jan Łaszczyk, prof. APS
  - 2016–2020 – prof. dr hab. Stefan Michał Kwiatkowski
  - od 2020 – dr hab. Barbara Marcinkowska, prof. APS

## Władze uczelni[4]
Rektorskie
- Rektor – dr hab. Barbara Marcinkowska, prof. APS.
- Prorektor do spraw nauki – dr hab. Jacek Gralewski, prof. APS
- Prorektor ds. kształcenia – dr hab. Agnieszka Olechowska, prof. APS
- Prorektor ds. rozwoju i współpracy z otoczeniem – dr hab. Danuta Uryga, prof. APS

Kanclerz i Kwestor
- Kanclerz – mgr Maciej Gajewski
- Kwestor – mgr Dorota Sieczka

Rada Uczelni
- dr Piotr Stefan Juda – Przewodniczący
- prof. dr hab. n. med. i n. o zdr. mgr zarz. Piotr Henryk Skarżyński
- dr Marek Michalak
- prof. dr hab. Joanna Głodkowska
- dr hab. Łukasz Baka, prof. APS
- dr Dorota M. Jankowska
- Marcel Szkuciak

Dyrektorzy Instytutów
- Instytut Pedagogiki Specjalnej – dr hab. Diana Aksamit, prof. APS
- Instytut Pedagogiki – dr hab. Aleksandra Tłuściak-Deliowska, prof. APS
- Instytut Wspomagania Rozwoju Człowieka i Edukacji – dr Agnieszka Pawlak
- Instytut Edukacji Artystycznej – dr hab. Stefan Paruch, prof. APS
- Instytut Filozofii i Socjologii – dr hab. Beata Nessel-Łukasik
- Instytut Psychologii – dr hab. Łukasz Baka, prof. APS